# David Robinson
David Maurice Robinson (Key West, Florida, 6. kolovoza 1965.) bivši je američki profesionalni košarkaš. Igrao je na poziciji centra, a cijelu svoju karijeru proveo je u NBA momčadi San Antonio Spursa. Bio je izabran u 1. krugu (1. ukupno) NBA drafta 1987. od strane istoimene momčadi. Zajedno je s Timom Duncanom oformio takozvane Twin Towerse, a zbog svog čina u američkoj mornarici dobio je nadimak Admiral.  

## Rani život
Robinson je rođen kao drugo dijete Ambrosa i Frede Robinson u Key Westu, u saveznoj državi Florida. Kako je njegov otac služio u američkoj mornarici, obitelj se puno puta selila. Nakon očevog umirovljenja, obitelj se trajno smjestila u Woodbridgeu, u saveznoj državi Virgina, gdje Robinson briljira u školi i većini sportova. Kako je u srednjoj školi Osbourn Park High School u Manassasu narastao do visine 1,76 m, okušao se i u košarci, ali je ubrzo odustao. Do zadnje godine narastao je do visine 1,95 m, ali nije igrao u košarkaškoj momčadi. Tada ga je uočio njihov srednjoškolski trener i priključio svojoj košarkaškoj momčadi. Iako je Robinson dobio mnoge nagrade zbog svoje igre, nije bio predmet interesa među sveučilišnim košarkaškim trenerima. No, to mu nije smetalo jer mu je obrazovanje bilo važnije od košarke.

## Sveučilište
Robinsona se smatra jednim od najboljih igrača sveučilišta U.S. Naval Academy. Prije nego što je odigrao prvu utakmicu za sveučilište, narastao je do visine 2,06 m, a tijekom sveučilišne karijere narastao je do visine 2,13 m. Nakon mature odlučio se prijaviti na NBA draft 1987. godine. Izabran je kao prvi izbor od strane San Antonio Spursa, međutim Spursi su znali da najprije mora obaviti dvogodišnju obvezu prema vojsci, a tek onda nastupiti u NBA. 

## NBA
Robinson je u NBA ligu stigao u sezoni 1989./90. i predvodio Spurse do jednog od najvećih preokreta momčadi u jednoj sezoni u povijesti NBA-a. Nakon što su Spursi u sezoni 1988./89. imali omjer od 21 pobjede i 61 poraza, sljedeće sezone napravili su veliki preokret koji ih je doveo do omjera 56-26. Spursi su iste sezone osvojili Centralnozapadnu diviziju i stigli do polufinala Zapadne Konferencije, gdje su u sedam utakmica bili poraženi od strane Portland Trail Blazersa. Na kraju sezone dobio je nagradu za novaka godine. 1992. zajedno s Dream Teamom putuje na Olimpijske igre u Barcelonu i osvaja zlatnu medalju, pobijedivši u finalu hrvatsku reprezentaciju predvođenu Draženom Petrovićem.
Robinson je tijekom sezone 1993./94. u utakmici protiv Los Angeles Clippersa postigao 71 poen i na kraju osvojio nagradu za najboljeg strijelca NBA lige (29,8 poena). Time je u posljednji trenutak prešao centra Magica Shaquillea O'Neala koji je imao prosjek od 29,3 poena. U sezoni 1994./95. osvojio je nagradu za najkorisnijeg igrača lige, a 1996. izabran je među 50 najvećih igrača u povijesti NBA lige.
1996. ponovno je bio član američke reprezentacija na Olimpijskim igrama. Olimpijske igre održavale su se u Atlanti i američka reprezentacija osvojila je još jednu zlatnu medalju, dok je Robinsonu ovo bila druga zlatna medalja.

### Twin Towersi
Početkom sezone 1996./97. u utakmici protiv Miami Heata ozljedio se i zbog toga su Spursi sezonu završili s omjerom 20-62. Spursi su na NBA draftu 1997. birali krilnog centra Tima Duncana i napravili svoju verziju Twin Towersa. Robinson i Duncan su fenomenalno surađivali na parketu i u njihovoj prvoj zajedničkoj sezoni popravljaju omjer Spursa za čak 36 pobjeda u odnosu na prošlu sezonu. Međutim, Spursi su iste sezone u pet utakmica izgubili od Utah Jazza u polufinalu Zapadne konferencije. Spursi skraćenu sezonu 1998./99. završavaju s omjerom 37-13 i plasiraju se u doigravanje. Spursi su proletjeli kroz doigravanje s omjerom 11-1, pobijedivši pritom Timberwolvese, LA Lakerse i Blazerse. U finalu su u pet utakmica svladali New York Knickse i uzeli svoj prvi naslov NBA prvaka. Duncan je izabran za najkorisnijeg igrača finalne serije. 
Sljedeće tri sezone tandem Twin Towersa ostaje bez naslova prvaka zbog dominacije Los Angeles Lakersa predvođeni tandemom Kobe - Shaq. Robinson u svojoj posljednjoj sezoni 2002./03. uzima svoj drugi naslov prvaka, pobijedivši u finalu u šest utakmica New Jersey Netse. U posljednjoj šestoj utakmici finala postiže 13 poena i 17 skokova. Duncan je na kraju uzeo obje nagrade za najkorisnijeg igrača lige i finala. Iste sezone objavio je da se povlači iz profesionalne košarke i odlazi u mirovinu. 
Tijekom svoje 14-godišnje karijere u prosjeku je postizao 21,1 poen, 10,7 skokova, 3 blokade i 2,5 asistencije po utakmici. Jedan je od rijetkih igrača koji su tijekom svoje karijere prešli granicu od 20 000 poena, postigli quadruple-double učinak i na jednoj utakmici postigli više od 70 poena.

## Vanjske poveznice
- Profil na NBA.com
- Profil  Arhivirana inačica izvorne stranice od 8. travnja 2012. (Wayback Machine) na Basketball-Reference.com
- Povijesni profil na NBA.com

| Prethodnik:    | Prvi izbor NBA drafta NBA draft 1987. | Nasljednik:   |
| Brad Daugherty | Prvi izbor NBA drafta NBA draft 1987. | Danny Manning |